# 陳詩吟洋樓
陳詩吟洋樓，是位於中華民國福建省金門縣金城鎮東門里的歷史建築，為金門縣縣定古蹟。

## 歷史
陳詩吟是金門籍南洋僑商，返鄉後在後浦購地興建洋樓，不過在洋樓竣工前去世，民國二十二年（1933年）竣工後陳夫人居住於此，民國二十六年（1937年）日軍侵占金門，陳夫人避往南洋，此樓遂空置，民國三十八年（1949年）大量國軍進駐金門，此樓一度成為軍政單位的駐地，民國七十二年（1983年）後成為金門高級中學教師宿舍，至民國九十一年（2002年）金門縣政府將其列為歷史建築，民國九十五年（2006年）公告為縣定古蹟。

## 建築
陳詩吟洋樓的建築格局為出龜洋樓，本體墻身材料為磚墻、平砌石墻，屋身構造為硬山擱檁，正面山頭、柱頭和檐飾中西結合，側面壁堵有竹節造型的陶製排水明管。外廊貼有飾以花果圖案的彩釉瓷磚。另外，建築墻體有射擊孔等防禦設施。